# خیردالان
خیردالان (به ترکی آذربایجانی: Xırdalan) شهری در شهرستان آبشرون کشور جمهوری آذربایجان است. جمعیت این شهر بر اساس سرشماری سال ۱۹۸۹ میلادی، ۲۸٫۲۲۵ نفر و بر اساس سرشماری سال ۲۰۰۸ میلادی، ۴۱٫۵۰۰ بوده‌است.
خردلان نامی ایرانی با ریشه تاتی است. که از واژه خرد (کوچک) و پسوند تاتی -لان (به معنی مکان) ساخته شده‌است.